# Bärnau
Bärnau  im Landkreis Tirschenreuth in der Oberpfalz besitzt seit 1343 Stadtrechte.

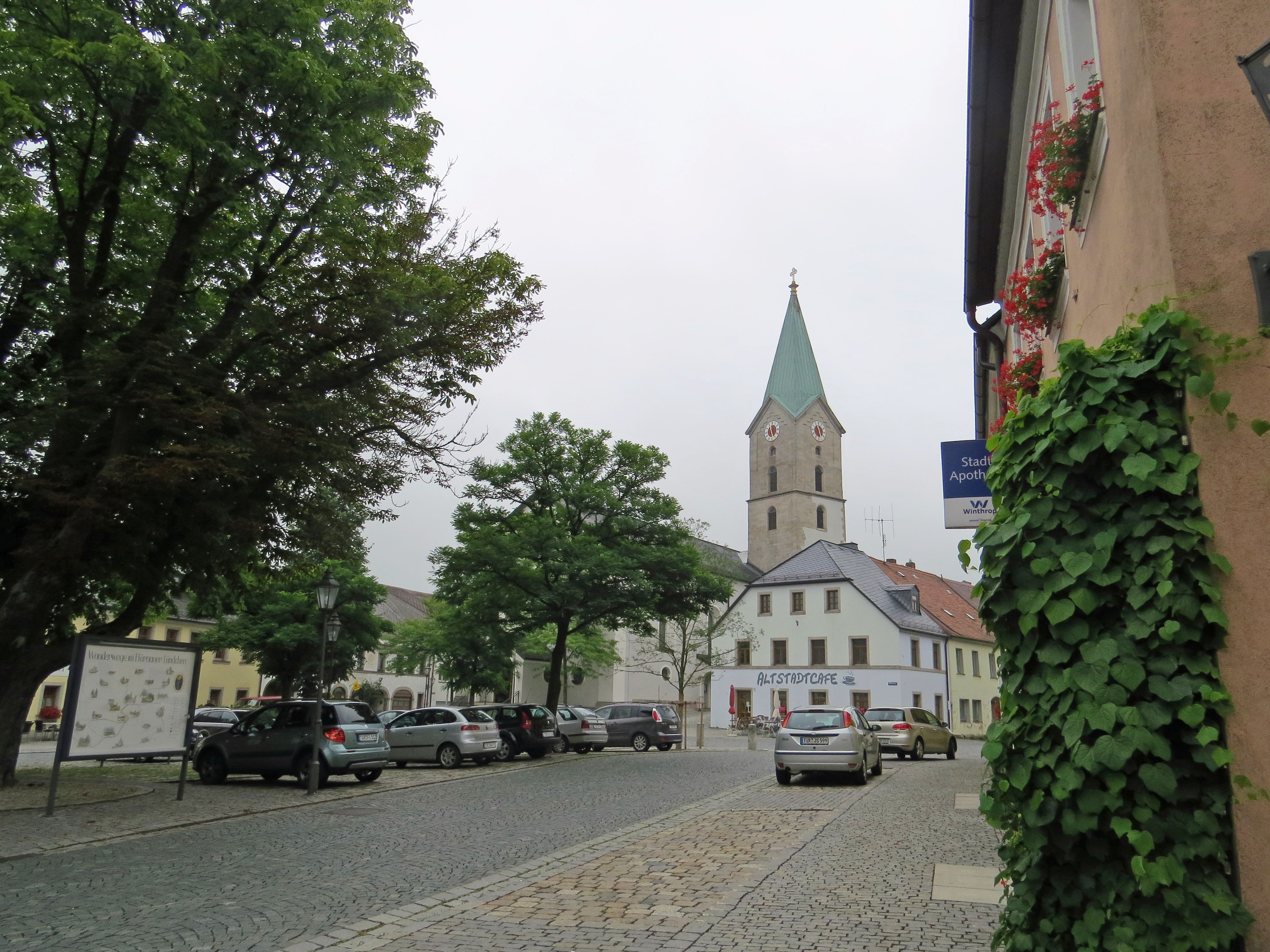
Marktplatz in Bärnau

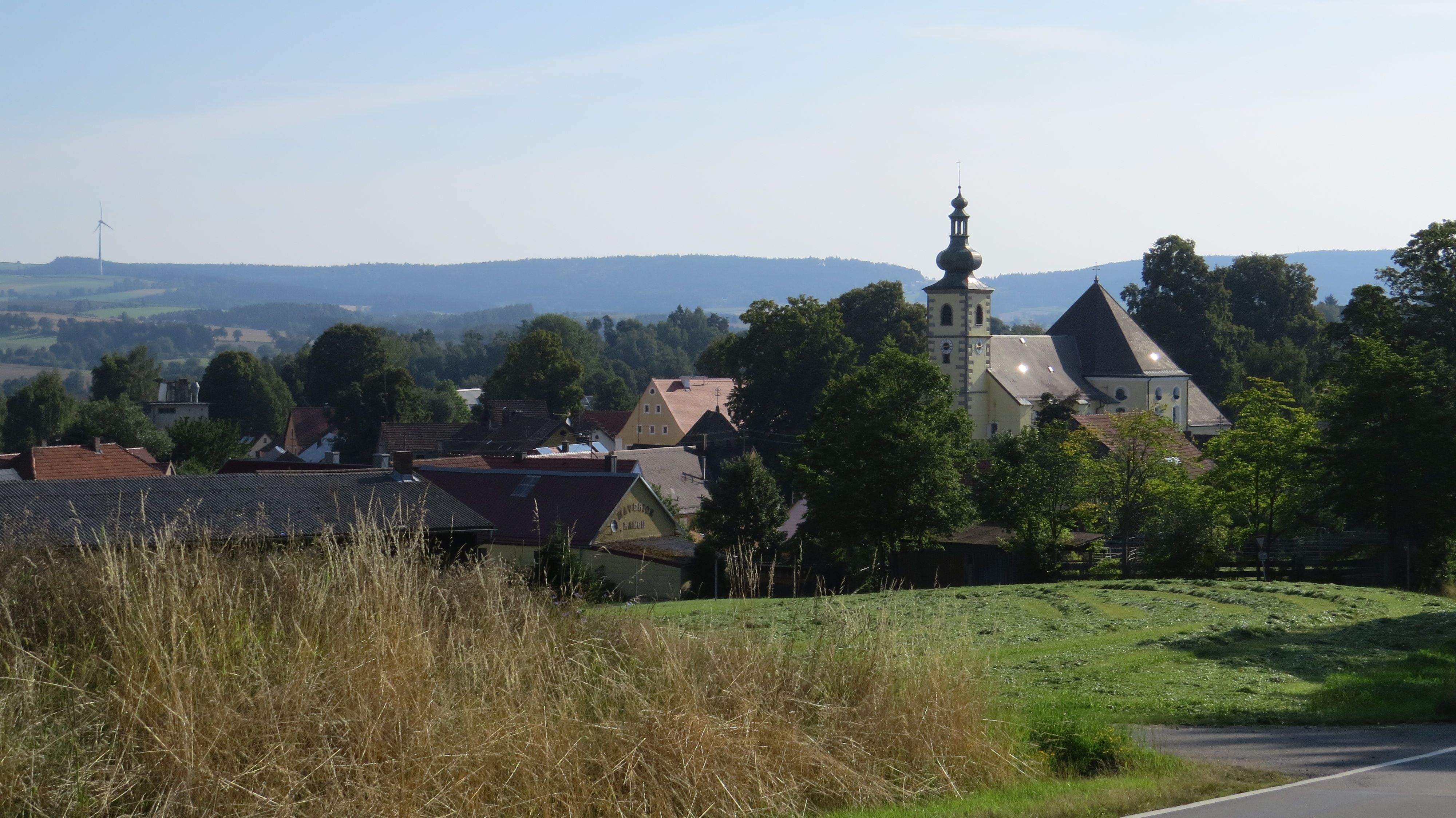
Hohenthan von Südwesten

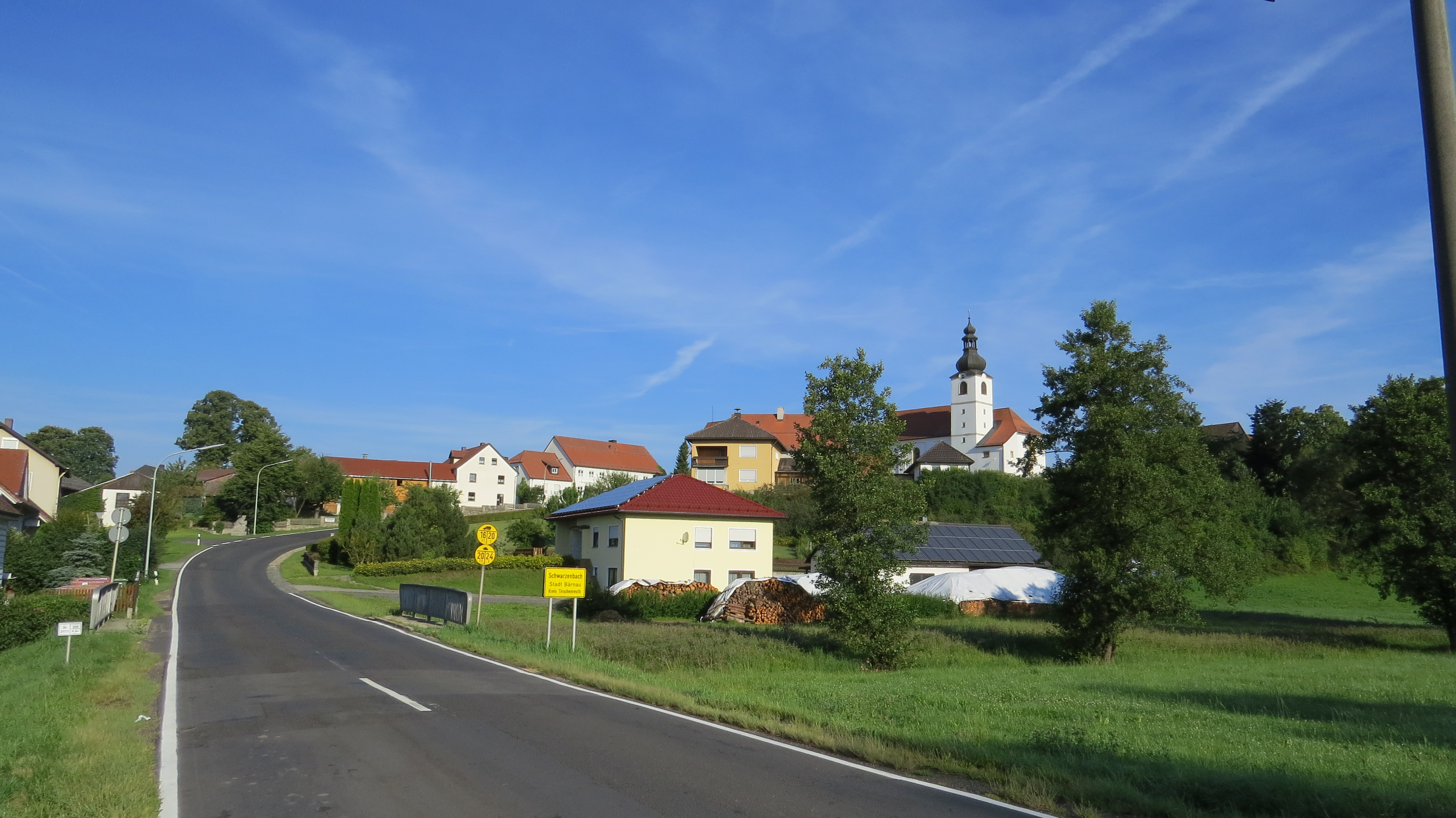
Schwarzenbach von Südosten

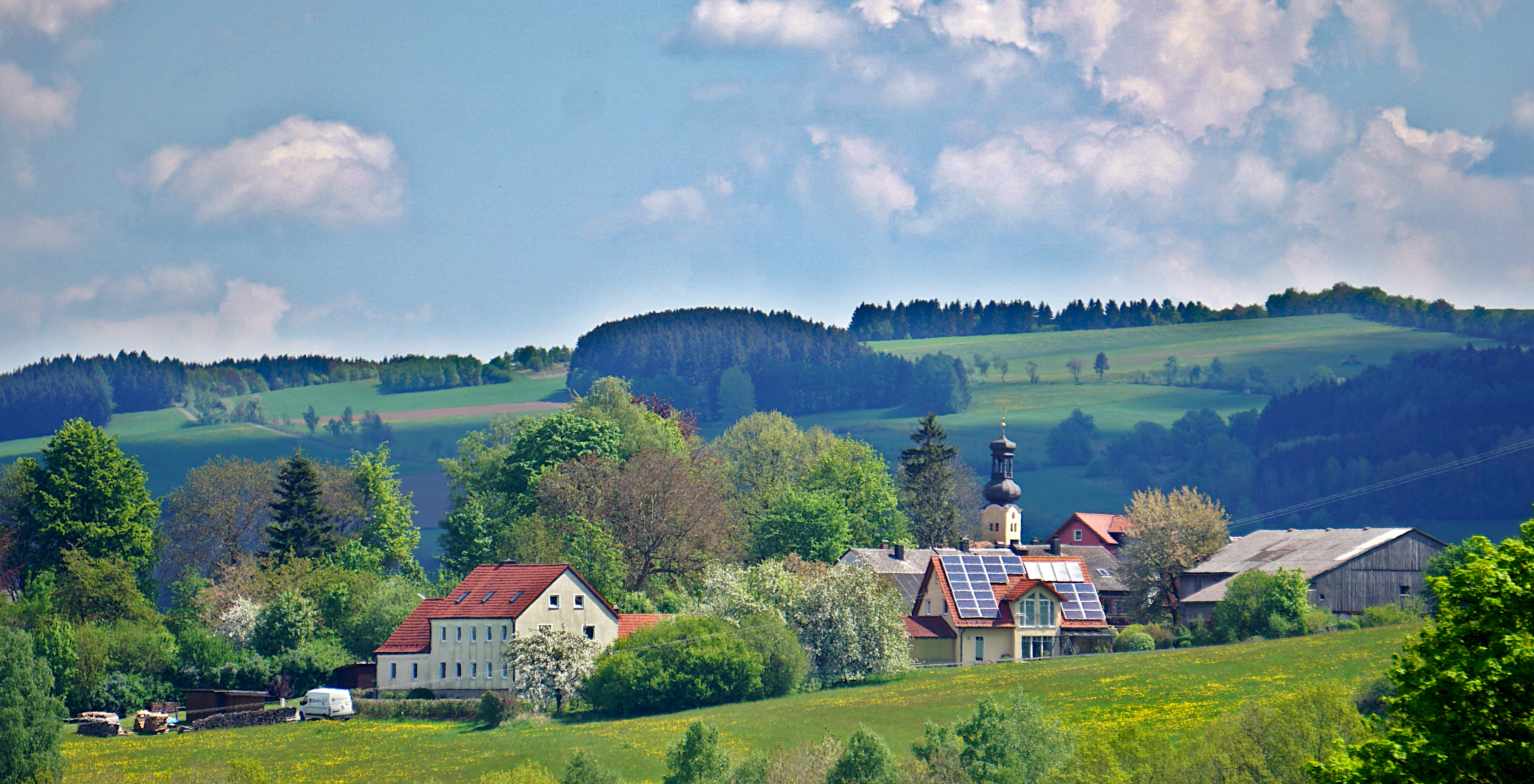
Thanhausen

## Geografie

### Geografische Lage
Die nahe der Grenze zu Tschechien gelegene nordbayerische Stadt hat in Böhmen die Nachbarorte Obora („Thiergarten“) und Halže („Hals“), zu welchem die Wüstung Pavlův Studenec („Paulusbrunn“) gehört. Ein wenig nordwestlich dieses abgegangenen Ortes besteht ein Grenzübergang.

### Nachbargemeinden
Die benachbarten Städte und Gemeinden in Deutschland im Uhrzeigersinn sind: Mähring, Flossenbürg, Plößberg und Tirschenreuth.
| Tirschenreuth 10 km |                                             | Mähring 13 km |
| Plößberg 10 km      | Kompassrose, die auf Nachbargemeinden zeigt |               |
| Flossenbürg 11 km   |                                             |               |

### Gemeindegliederung
Die Stadtgemeinde hat 35 Gemeindeteile (in Klammern ist der Siedlungstyp angegeben):
- Ahornberg (Dorf)
- Altglashütte (Dorf)
- Bärnau (Hauptort)
- Bartmühle (Einöde)
- Beierfeld (Weiler)
- Brechl (Einöde)
- Bühlhaus (Einöde)
- Ellenfeld (Dorf)
- Gegelhof (Einöde)
- Greim (Weiler)
- Grün (Dorf)
- Hasenbühl (Einöde)
- Heimhof (Weiler)
- Hermannsreuth (Dorf)
- Hohenthan (Pfarrdorf)
- Holzmühle (Einöde)
- Iglersreuth (Dorf)
- Kaltenmühle (Weiler)
- Lippenhaus (Einöde)
- Mühllohe (Einöde)
- Naab (Dorf)
- Obere Kellermühle (Einöde)
- Ödwaldhausen (Dorf)
- Polier (Einöde)
- Schmuckerhof (Einöde)
- Schwarzenbach (Pfarrdorf)
- Silberhütte (Weiler)
- Stöberlhof (Weiler)
- Tännersreuth (Dorf)
- Thanhausen (Dorf)
- Untere Kellermühle (Einöde)
- Wendermühle (Einöde)
- Wendern (Dorf)
- Zeimatshof (Einöde)
- Ziegelhütte (Weiler)

Es gibt die Gemarkungen Bärnau, Ellenfeld, Hohenthan (nur Gemarkungsteil 0), Schwarzenbach (nur Gemarkungsteil 0) und Thanhausen.

## Geschichte

### Bis zum 19. Jahrhundert
Die erste Nennung des Ortes erfolgte 1297, als er als „Pernowe“ urkundlich erwähnt wurde. Im Jahr 1358 wurde er als „Bernaw“ bezeichnet, 1530 als „Bernau“ und 1692 schließlich in der heute gültigen Schreibweise des Ortsnamens. Bei diesem handelt es sich um einen ursprünglichen Flurnamen, dessen Grundwort der mittelhochdeutsche Begriff „ouwe“ (verwandt mit lateinisch aqua) zugrunde liegt, was so viel wie „von Wasser umflossenes Land, wasserreiches Wiesenland“ bedeutete. Das Bestimmungswort des Namens geht entweder auf den Personennamen „Pero“ zurück oder aber auf die Bezeichnung „bero“. Dieses Wort bezeichnet in der althochdeutschen Sprache den Bären, welcher auch das Wappentier des Ortes ist.
Schon zur Zeit des Nordgaus war Bärnau, damals im Egerland der Stauferzeit, Sitz eines Richters und dem Magistrat der Reichsstadt Eger (Cheb) untertan. Im Jahre 1297 wurde Bärnau an das Kloster Waldsassen verpfändet, kam 1313 durch Kauf zur Grundherrschaft des Klosters und gehörte danach mit seinen Einkünften und Verpflichtungen zu Robotleistungen, wie zahlreiche weitere Orte und Städte des Stiftlandes, diesem damals bedeutenden Kloster der Kolonisationszeit. Im Jahre 1343 erhielt das Kloster Waldsassen von Kaiser Ludwig IV. (HRR) das Recht, den Ort Bärnau als Stadt auszubauen und mit dem Egerer Stadtrecht auszustatten. Wenige Jahre später, 1351, kam die Stadt Bärnau zum späteren Kaiser Karl IV. (HRR), König von Böhmen und erhielt unter seiner Lehenshoheit die Rechte der Stadt Tachau in Böhmen und weitere Privilegien. Bärnau, Grenzort zum Siedlungsgebiet der Choden, an einer alten Handelsstraße nach Pilsen gelegen, durfte einen wöchentlichen geleitgesicherten Markttag abhalten, eine Bannmeile wurde festgelegt und ein Amtmann eingesetzt, der gemeinsam mit dem Bürgermeister und dem Rat der Stadt beauftragt war, die Aufgaben eines Landgerichts wahrzunehmen. Im 14./15. Jahrhundert wird der Hammer Bärnau erwähnt. Aus einem Bericht des Johann German Barbing an den Kurfürst Ferdinand Maria vom 16. Januar 1666 heißt es: „Bernau. Im Pflegamt B. ist nicht mehr als ein Hammer, welcher von Andreas Hausner bewohnt und ‚besitzt‘ wird; aber wegen weiter Zufuhr und schlechten Vermögens (des Besitzers) wird kein ‚Eisenärzt‘ sondern mehrenteils altes Eisen und was die Bauern selbst zutragen, geschmelzt.“
Im Jahre 1405 kam Bärnau unter die Herrschaft der Kurpfalz der Wittelsbacher. Das Stadtrecht von Tachau wurde durch das von Amberg, des neuen Verwaltungssitzes, ersetzt. 1414 wurden Bärnau zum vierten Mal die Stadtrechte, diesmal die von Sulzbach, verliehen. Während des Dreißigjährigen Krieges (1618–1648) und der Rekatholisierung gehörte Bärnau ab dem Jahr 1628 zum Kurfürstentum Bayern und blieb eine bayerische Stadt an der Grenze zu Böhmen. Die Wiederherstellung der städtischen Selbstverwaltung erfolgte über das Zweite Gemeindeedikt vom 17. Mai 1818.
Bärnau hatte im Jahre 1627 wie viele andere Ortschaften schwer unter der Pest zu leiden. Auch verheerende Stadtbrände in den Jahren 1622 und 1685 sowie der Durchzug und die Quartiernahme unterschiedlicher Truppenverbände im Dreißigjährigen Krieg machten der Bevölkerung schwer zu schaffen. An diesen Krieg erinnert die Tilly-Schanze an der Grenze zu Böhmen, die nach dem Feldherrn Johann t’Serclaes von Tilly benannt ist. Der Überlieferung nach rastete der tschechische Reformator Jan Hus am 15. Oktober 1414 von Tachau kommend auf dem Weg zum Konzil von Konstanz in Bärnau.
Vom 16. bis in das 19. Jahrhundert gab es südlich von Bärnau Glashütten.

### 20. Jahrhundert
Vom 14. Februar 1945 bis 22. April 1945 kurz vor dem Ende des Zweiten Weltkrieges existierte im Ort Hohenthan ein Außenlager des KZ Flossenbürg, dessen sechs Häftlinge Zwangsarbeit für die Bäckerei Kraus verrichten mussten.

### Eingemeindungen
Im Zuge der Gebietsreform in Bayern wurden am 1. Januar 1972 die Gemeinden Ellenfeld und Thanhausen eingegliedert. Am 1. Mai 1978 kamen Gebietsteile der aufgelösten Gemeinden Hohenthan und Schwarzenbach hinzu.

### Einwohnerentwicklung
Zwischen 1988 und 2018 sank die Einwohnerzahl von 3661 auf 3153 um 508 bzw. um 13,9 %.

## Politik

### Stadtrat
Seit der Kommunalwahl am 15. März 2020 setzt sich der Gemeinderat wie folgt zusammen:
| Christlich-Soziale Union in Bayern (CSU)    | 5 Sitze |
| SPD Bayern (SPD) / Grüne Bayern (Grüne)     | 3 Sitze |
| Junge Wählergemeinschaft (JWG)              | 3 Sitze |
| Christliche Freie Wählergemeinschaft (CFWG) | 3 Sitze |
| Bürgerliche Wähler-Gemeinschaft (BWG)       | 2 Sitze |

- SPD/GRÜNE: 3
- JWG: 3
- CFWG: 3
- BWG: 2
- CSU: 5

Den Stadtrat der Stadt Bärnau bilden die folgenden Personen:
Erster Bürgermeister Alfred Stier (CSU), Zweiter Bürgermeister Michael Schedl (CSU), Dritter Bürgermeister Gottfried Beer (SPD/GRÜNE), Stadträtin Alexandra Relvao Morgado (CSU), Stadtrat Georg Sollfrank (CSU), Stadtrat Engelbert Träger (CSU), Stadtrat Michael Zintl (CSU), Stadtrat Markus Fichtner (CFWG), Stadtrat Hubert Häring (CFWG), Stadtrat Rudolf Schmid (CFWG), Stadtrat Marco Donhauser (JWG), Stadtrat Jürgen Fischer (JWG), Stadtrat Stefan Schmidkonz (JWG), Stadtrat Kurt Fischer (BWG), Stadtrat Josef Hubmann (BWG), Stadträtin Anna Schwamberger (SPD/GRÜNE) und Stadtrat Michael Wegener (SPD/GRÜNE).

### Wappen
| | Blasonierung: „In Silber auf grünem Rasen stehend ein schwarzer Bär, der an rotem Halsriemen einen gevierten Schild trägt; darin 1 und 4 in Schwarz ein rot gekrönter und rot bewehrter goldener Löwe, 2 und 3 die bayerischen Rauten.“ |
| Wappenbegründung: Das Bild des „Bären auf der Au“ redet für den Ortsnamen. Die Löwen- und Rautenfelder im gevierten Schild am Halsriemen des Bären verweisen auf die wittelsbachischen Ortsherren. 1353 während der Zugehörigkeit zu Neuböhmen wird Bärnau erstmals als Stadt genannt; König Ruprecht verlieh 1405 das Amberger Stadtrecht. Schon das älteste, in Abdrucken seit 1405 bekannte Siegel mit der Umschrift BERNOVIA SERVAT COMITATUI FIDEM PALATINO zeigte das Bärenmotiv mit Schild. 1568 wurde der Bär braun in goldenem Feld tingiert. Das 1819 neu verordnete Wappen ließ den Löwen-Rauten-Schild weg und setzte den Bären in ein blaues Feld. Das ursprüngliche Wappen setzte sich erst in neuerer Zeit nach Otto Hupps Entwurf für die Bürgermeistermedaille wieder durch. | |

## Kultur und Sehenswürdigkeiten

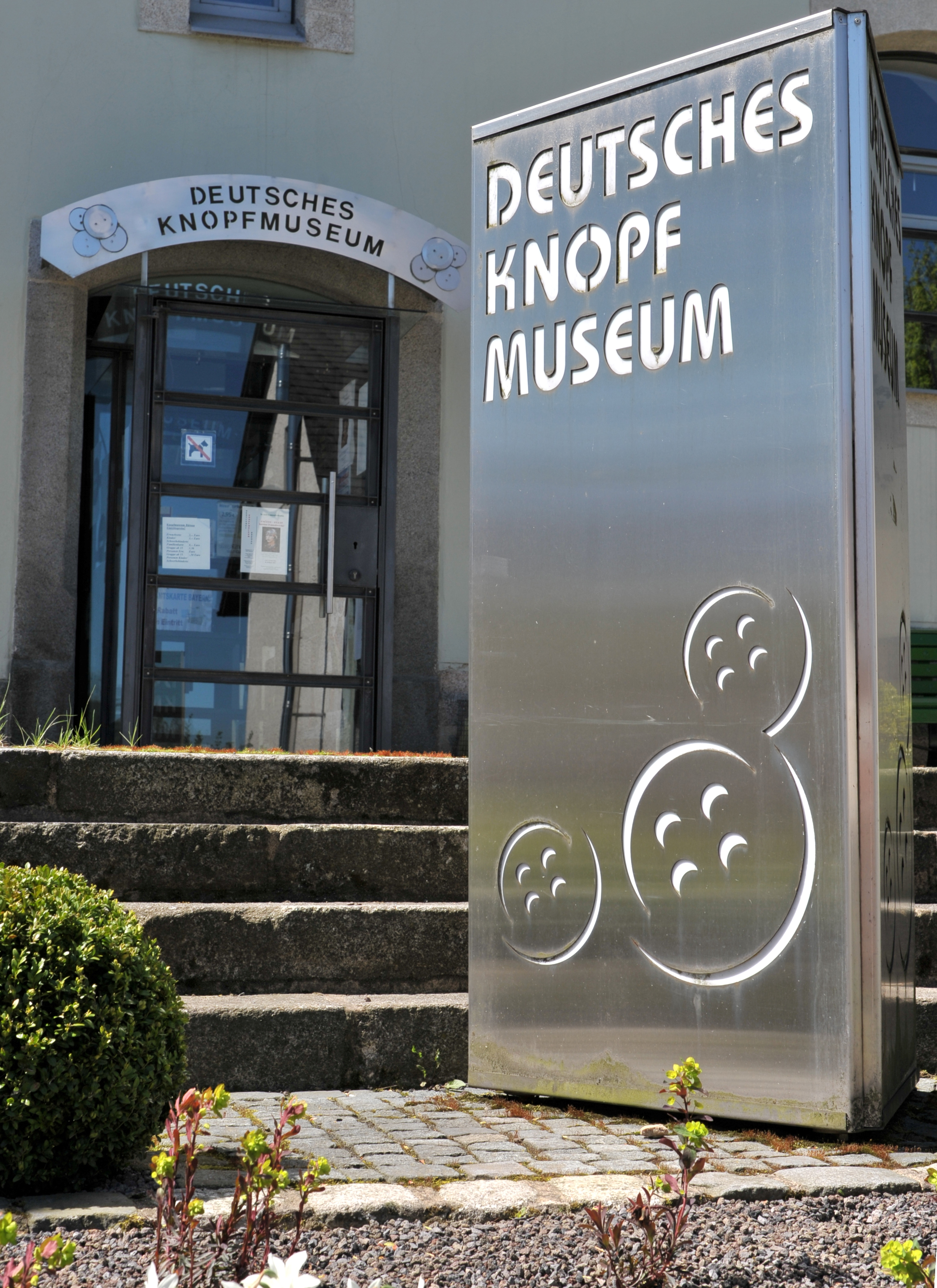
Deutsches Knopfmuseum

### Museen
- Deutsches Knopfmuseum[13]

### Bauwerke
- Glashütte Silberhütte
- Schloss Thanhausen
- Grenzlandturm
- Steinbergkirche, barocke Wieskirche zum gegeißelten Heiland
- Stadtbild mit Marktplatz
- Stadtpfarrkirche St. Nikolaus
- Barocke Pfarrkirche St. Bartholomäus in Hohenthan
- Barocke Pfarrkirche St. Michael in Schwarzenbach

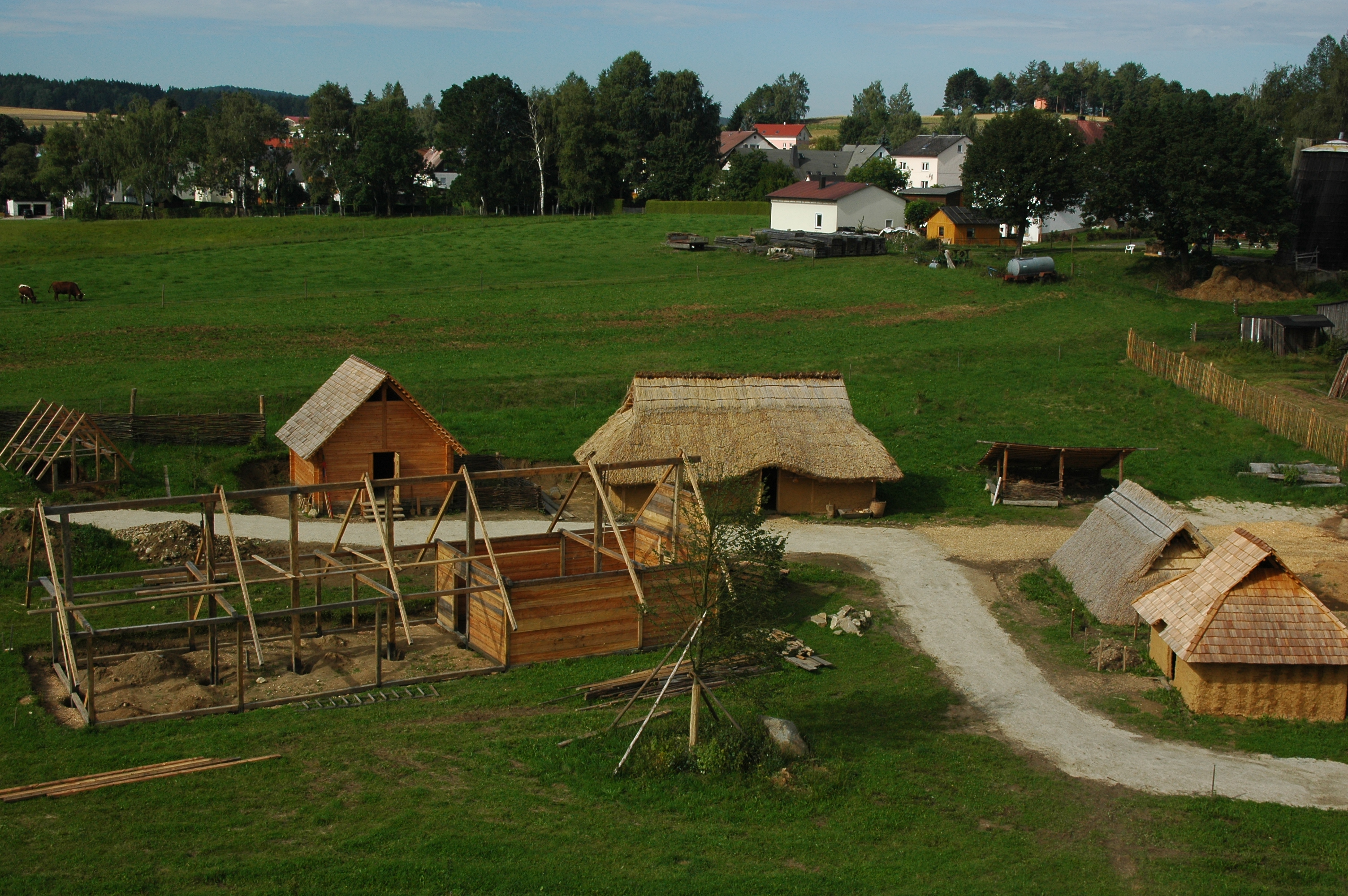
Geschichtspark Bärnau-Tachov

- Dorfkapelle in Ellenfeld
- Geschichtspark Bärnau-Tachov
- Windpark Ellenfeld
- Dorfkapelle in Hermannsreuth

### Natur
- Das Naturschutzgebiet Moorgebiet bei Bärnau
- Geschichtspark Bärnau-Tachov

### Sport und Freizeit
- Blaskapelle Thanhausen
- Stadt- und Jugendblaskapelle Grenzlandboum Bärnau
- Waldfreibad Altglashütte
- Hallenbad Bärnau
- Fußball TSV Bärnau
- Fußball VfB Thanhausen
- Tennisplatz TC Bärnau
- Skilanglaufzentrum Silberhütte
- Bogensportclub Bärnau
- Kegelsport KC Bärnau
- Radsport Gunsha-KMC Gravel Team

### Regelmäßige Veranstaltungen
- historisches Marktspektaculum alle zwei Jahre
- deutsch-tschechische Festspiele
- jährliches Bulldogtreffen im Ortsteil Thanhausen-Kaltenmühle (dritter Sonntag im Juli)
- Traditionelles Dorf und Backofenfest am 14. und 15. August in Hermannsreuth
- OVIGO Theater Zeitreise vom Skilanglaufzentrum Silberhütte zur Ruine der Burg Schellenberg

## Wirtschaftliche Entwicklung
Bärnau entwickelte sich von einer Tuchwirker- und Zeugmacherstadt zu einer industriell geprägten Stadt. Zu Beginn des 20. Jahrhunderts hatte sich die Knopfherstellung in Anlehnung an die Zunft der Tuchmacher angesiedelt. Nach 1945 und der Ausweisung und Enteignung der Deutschen in Tachov in der Tschechoslowakei siedelte sich die dortige Perlmuttindustrie im 15 Kilometer westlich gelegenen Bärnau an. Am Höhepunkt der Konjunktur in den 1950er Jahren wurden in etwa 70 Bärnauer Knopfbetrieben aus Perlmutt Knöpfe in unterschiedlichen Größen und Formen angefertigt. Im Jahr 1954 entstand eine städtische Knopffachschule, und von 1967 bis 1974 wurde durch die internationale Fachmesse IKNOFA das Angebot für Einkäufer wertvoller Knöpfe weiter ausgebaut.
Die Fertigung wurde seitdem auf preisgünstige Knöpfe aus Kunststoff (Thermoplast, Duroplast) und Metall (im Druckguss) umgestellt, um den neu entstandenen Massenmarkt kostengünstig bei steigenden Lohnkosten beliefern zu können. Durch fehlende Reaktion auf modische Nachfrageveränderungen und die Konkurrenz weiterer Produktionsplätze mit verändertem Angebot kam die Produktion von Knöpfen in Bärnau in eine krisenhafte Situation. Die Anzahl der Knopffabriken verringerte sich und dies setzte sich bis zum Beginn des 21. Jahrhunderts mit Geschäftsaufgaben und Insolvenzen fort. Seit Anfang des 21. Jahrhunderts gibt es nur noch einen Arbeitgeber, der Knöpfe herstellt.

## Verkehr

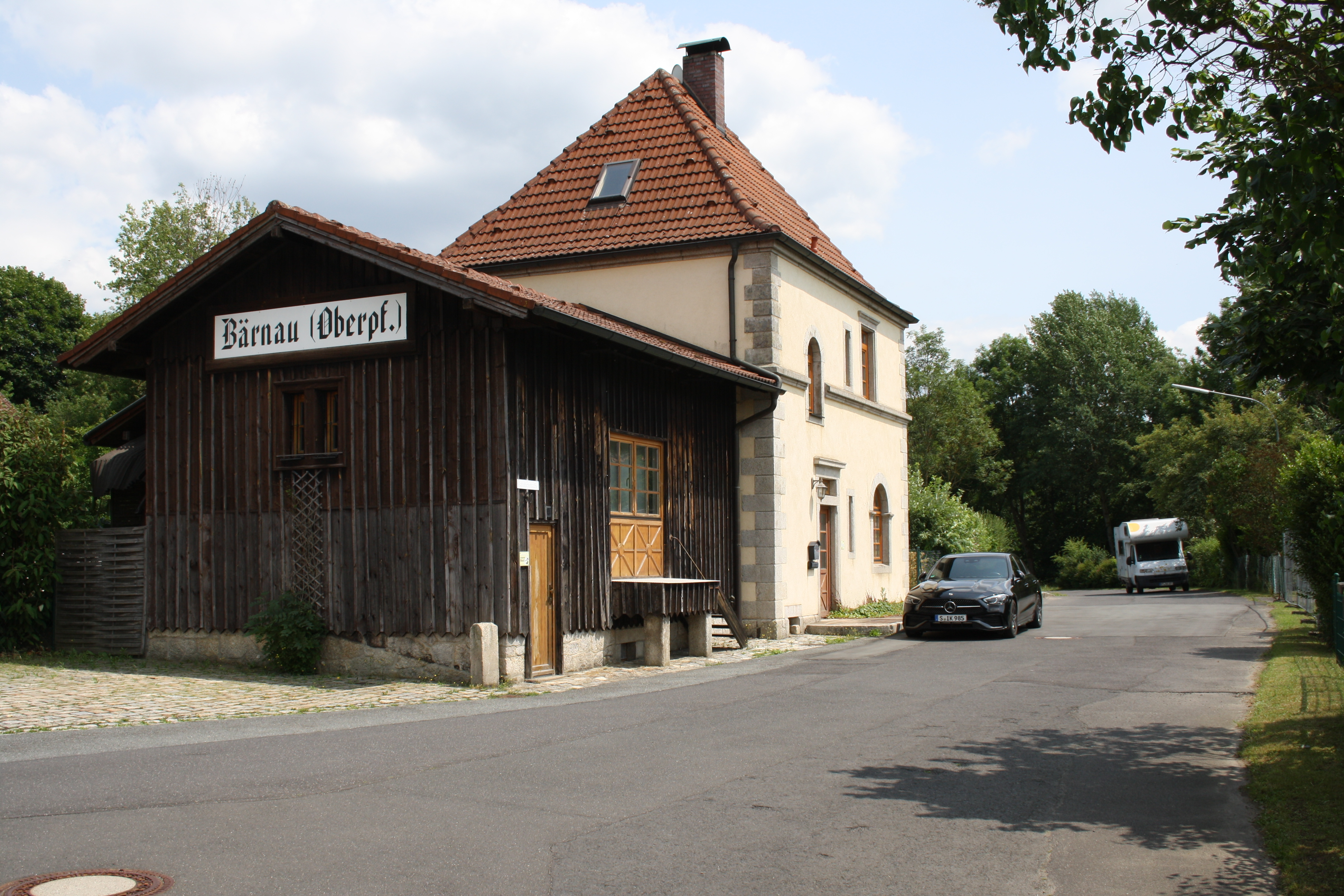
Ehemaliges Empfangsgebäude des stillgelegten Bahnhofs

Bärnau (Oberpf) war Endbahnhof der Bahnstrecke Wiesau–Bärnau. Diese ist inzwischen stillgelegt.
Die Staatsstraßen 2172, bzw. 2173 (diese führt nach Tschechien) umgehen Bärnau im Norden.

## Persönlichkeiten
- Johann Georg Hubmann (1804–1867), publizierte 1865 die erste moderne Chronik der Stadt Bärnau
- Ignatius von Senestrey (1818–1906), von 1858 bis 1906 Bischof von Regensburg, wurde in Bärnau geboren
- Franz Sales Ehrlich (1835–1883), Orgelbauer, wurde in Bärnau geboren
- Karl Senestrey (1820–1901), Gerichtsrat in München, wurde in Bärnau geboren
- Ernst Kutzer (1918–2008), Komponist, wuchs in Thanhausen auf und unterrichtete in Hohenthan
- Manfred Lindner (* 1957), Physiker, wurde in Ellenfeld geboren
- Bernd Gleissner, Pokerspieler, stammt aus Bärnau